# Juan Berrocal
Juan Berrocal González (Jerez de la Frontera, 5 febbraio 1999) è un calciatore spagnolo, difensore dell'Atlanta United in prestito dal Getafe.

## Caratteristiche tecniche
È un difensore centrale.

## Carriera
Cresciuto nel settore giovanile del Siviglia, nel 2017 viene promosso nella squadra riserve con cui debutta il 3 settembre in occasione dell'incontro di Segunda División perso 2-1 contro la Leonesa; al termine della sua prima stagione fra i professionisti, terminata con la retrocessione in Segunda División B, colleziona 30 presenze risultando titolare al centro della difesa. Il 3 luglio 2018 rinnova il proprio contratto fino al 2022 ed il 9 agosto debutta in prima squadra giocando l'incontro dei turni preliminari di Europa League vinto 1-0 contro lo Žalgiris; dopo aver giocato anche i successivi due match della competizione fa ritorno in pianta stabile nella squadra B.
Il 25 agosto 2020 viene ceduto in prestito per una stagione al Mirandés; il 21 novembre segna la sua prima rete fra i professionisti nell'ampia vittoria per 4-1 contro il FC Cartagena.
Il 22 luglio 2021 viene ceduto in prestito allo Sporting Gijón.

## Statistiche
Statistiche aggiornate al 3 gennaio 2021.

### Presenze e reti nei club
| Stagione        | Squadra           | Campionato      | Campionato | Campionato | Coppe nazionali | Coppe nazionali | Coppe nazionali | Coppe continentali | Coppe continentali | Coppe continentali | Altre coppe | Altre coppe | Altre coppe | Totale | Totale | Totale |
| Stagione        | Squadra           | Comp            | Pres       | Reti       | Comp            | Pres            | Reti            | Comp               | Pres               | Reti               | Comp        | Pres        | Reti        | Pres   | Reti   |        |
| --------------- | ----------------- | --------------- | ---------- | ---------- | --------------- | --------------- | --------------- | ------------------ | ------------------ | ------------------ | ----------- | ----------- | ----------- | ------ | ------ | ------ |
| 2017-2018       | Siviglia Atlético | SD              | 30         | 0          |                 | -               | -               |                    | -                  | -                  |             | -           | -           | 30     | 0      |        |
| 2018-2019       | Siviglia Atlético | SDB             | 25         | 0          |                 | -               | -               |                    | -                  | -                  |             | -           | -           | 25     | 0      |        |
| 2019-2020       | Siviglia Atlético | SDB             | 23         | 0          |                 | -               | -               |                    | -                  | -                  |             | -           | -           | 23     | 0      |        |
| 2018-2019       | Siviglia          | PD              | 0          | 0          | CR              | 0               | 0               | UEL                | 3                  | 0                  |             | -           | -           | 3      | 0      |        |
| 2020-2021       | Mirandés          | SD              | 19         | 1          | CR              | 1               | 0               |                    | -                  | -                  |             | -           | -           | 20     | 1      |        |
| Totale carriera | Totale carriera   | Totale carriera | 97         | 1          |                 | 1               | 0               |                    | 3                  | 0                  |             | -           | -           | 101    | 1      |        |